# Марсело, Рохелио
Рохе́лио Марсе́ло Гарси́я (исп. Rogelio Marcelo García; 11 июня 1965, Гуантанамо) — кубинский боксёр минимальной весовой категории, выступал за сборную Кубы во второй половине 1980-х — первой половине 1990-х годов. Чемпион летних Олимпийских игр в Барселоне, дважды серебряный призёр чемпионатов мира, чемпион Панамериканских игр, чемпион Игр Центральной Америки и Карибского бассейна, победитель многих международных турниров и национальных первенств.

## Биография
Рохелио Марсело родился 11 июня 1965 года в городе Гуантанамо одноимённой провинции. Первого серьёзного успеха в боксе добился в 1986 году, когда впервые попал в основной состав кубинской национальной сборной и побывал на Играх Центральной Америки и Карибского бассейна в Сантьяго, откуда привёз награду серебряного достоинства.
В 1989 году Марсело выступил на чемпионате мира в Москве, где стал серебряным призёром в минимальной весовой категории, проиграв в финале американцу Эрику Гриффину. Год спустя стал чемпионом Игр Центральной Америки и Карибского бассейна в Мехико, участвовал в Играх доброй воли в Сиэтле, но попасть в число призёров здесь не смог. Ещё через год одержал победу на домашних Панамериканских играх в Гаване и получил серебро на мировом первенстве в Сиднее, вновь потерпев поражение от американца Гриффина.
Благодаря череде удачных выступлений удостоился права защищать честь страны на летних Олимпийских играх 1992 года в Барселоне — по пути к финалу в минимальном весе победил таких известных боксёров как Рафаэль Лосано и Роэль Веласко, а в решающем матче со счётом 24:10 взял верх над болгарином Даниэлем Петровым.
Став олимпийским чемпионом, Рохелио Марсело ещё в течение некоторого времени оставался в основном составе кубинской национальной сборной и продолжал принимать участие в крупнейших международных турнирах. Так, в 1993 году он выступил на чемпионате мира в финском Тампере, тем не менее, был выбит из борьбы за медали в первом же поединке против россиянина Эдуарда Гайфулина. На следующем чемпионате Кубы уступил молодому боксёру Маикро Ромеро и вскоре принял решение завершить спортивную карьеру.